# Gornje Ravno
Gornje Ravno ist ein Dorf im Südosten der Gemeinde Kupres im Westen von Bosnien und Herzegowina. Es liegt in der Hochebene Ravanjsko polje, welche eine der Seitenebenen des Kupreško polje darstellt und auf etwa 1100 Metern Meereshöhe liegt. 
Im Ort leben fast ausschließlich Serben. Hatte Gornje Ravno 1991 noch über 200 Einwohner, waren es 2013 nurmehr 28. Der größte Teil der Häuser ist seit dem Bosnienkrieg verlassen. Etwas südöstlich von Gornje Ravno liegt das kleine Bergdorf Zvirnjača  das hauptsächlich von Kroaten bewohnt wird.